# Бедня (річка)
46°18′12″ пн. ш. 16°45′23″ сх. д. / 46.30333° пн. ш. 16.75639° сх. д.
Бе́дня (хорв. Bednja) — річка в Хорватії, права притока Драви (басейн Дунаю та Чорного моря). 
Довжина річки — 133 км, площа басейну — 966 км². 
Бедня бере початок в горах Хорватського Загір'я неподалік від Тракошчану на висоті приблизно 300 м над рівнем моря. У верхів'ї течія швидка, у пониззі — спокійніша. Впадає в Драву нижче Лудбрега біля села Малі-Буковець. 
На річці розташовані міста Нові-Мароф, Вараждинське Топлиці, Лудбрег і община з селом Бедня.